# Die Kanzlei – Reif für die Insel
Reif für die Insel ist ein Fernsehfilm von Bettina Schoeller aus dem Jahr 2022 mit Sabine Postel, Herbert Knaup, Sophie Dal, Katrin Pollitt und Marie Anne Fliegel in den Hauptrollen.

## Handlung
Isabel von Brede wollte mit ihren beiden Angestellten und Partner Markus Gellert, mit dem sie eine Kanzlei führt, eigentlich Urlaub in Gran Canaria machen. Doch als sie den „Hilferuf“ eines alten Bekannten erhält, macht sie sich allein auf den Weg zur Ostsee. Ihre Mutter hatte sich vor einigen Wochen hier auf eine Insel zurückgezogen und droht, nach Ansicht des Hotelbesitzers Bruns, in den Alkoholismus abzurutschen. Marion von Brede gibt sich nicht sehr erfreut über das Erscheinen ihrer Tochter, doch Isabel lässt sich nicht so einfach abweisen. Auch wenn sie seit Jahren kein sonderlich gutes Verhältnis zueinander hatten, so fühlt sich Isa doch verantwortlich. Zu allem Überfluss wird ihre Mutter sogar in Ausnüchterungshaft genommen, sodass Isa alle Hände voll zu tun bekommt. Bruns muss sie nämlich auch helfen, denn sein Hotel soll zwangsgeräumt werden. Mit der Begründung das Gelände für einen inseleigenen Flugplatz zu benötigen, wurde Bruns enteignet. Der ansässige Anwalt hatte von einer Klage abgeraten, da diese seiner Meinung nach wenig Aussicht auf Erfolg geboten hätte. Damit sind nun aber jegliche Einspruchsfristen verstrichen. Bruns Enkelin sieht das ganze eher positiv, denn die Gemeinde hatte einen guten Preis geboten, sodass sich ihr Großvater davon bequem zur Ruhe setzen könnte. Aber davon will Bruns nichts wissen, denn das Hotel ist ein Familienerbe, das man nicht so einfach aufgeben könne. Isa macht ihm nun Hoffnungen und will sich kümmern. Sie bittet ihren Partner Markus Gellert für sie ein paar Erkundigungen in Hamburg einzuziehen und dann allein in Urlaub zu fliegen, sie würde nachkommen, sobald es möglich ist. Kurzerhand reist er ihr aber auf die Insel hinterher, genau wie Yasmin und Gudrun. Gellert hat sogar schon einen Aufschub der Zwangsräumung erwirkt, was dem Bürgermeister der Insel Knut Henningsen überhaupt nicht gefällt. Unbeabsichtigt bleibt Gellert auf Konfrontationskurs mit Henningsen, da er dessen Frau dabei unterstützt, sich gegen ihren gewalttätigen Ehemann zu wehren.
Yasmin und Gudrun erkunden derweil die Insel und versuchen herauszufinden, was hinter dem Bau des Flugplatzes steckt und wie die Inselbewohner darüber denken. Ebenso macht sich Isa über die Zusammenhänge schlau und kontaktiert den Herausgeber des Inseljournals. Dabei kommt Stück für Stück heraus, dass hinter dem Flugplatz nicht das Hauptinteresse eines verbesserten Tourismusangebotes liegt, sondern ein Einzelinvestor. Dieser hat mit seinem Geld alle Entscheidungsträger bestochen und eine Gruppe junger Leute gewonnen, die für ihn hier auf der Insel einen Drogenumschlagplatz betreiben – getarnt als biologisches Meeresforschungsprojekt. Unter den jungen Leuten ist auch Bruns Enkelin Paula, was erklärt, warum sie ihren Großvater bei seinem Kampf nicht unterstützt hatte. Dank des Einsatzes von Isabel wird die Enteignung letztendlich aufgehoben und der Flugplatz nicht gebaut.
Im Zusammenhang mit der Rettung des Hotels kommt ein Geheimnis aus Isas Kindheit ans Licht, woraufhin sie vieles in ihrem Leben versteht. Isabel war als Kind jeden Sommer auf der Insel und fühlte sich hier stets wohler als zu Hause, bei ihrem ungeliebten Vater. In ihrer Familie hatte sie sich immer wie ein Fremdkörper gefühlt, aber hier auf der Insel lebte sie auf. Auch ihre Mutter war dann wesentlich entspannter. In ihrer Erinnerung sieht sich Isa als Kind im Hotel, aber auch ihre Mutter mit einem Mann. Erst jetzt begreift sie, dass dieser Mann der eigentliche Grund für den regelmäßigen Urlaub auf der Insel war. Aber Heiko Welting war nicht nur die große Liebe ihrer Mutter, er ist auch Isas biologischer Vater. Da aber beide bereits verheiratet waren, hatte ihre Beziehung keine Zukunft. Vor einigen Wochen war Weltings Frau gestorben und Marion von Brede hatte gehofft nun wieder da anknüpfen zu können, wo sie einst aufhören musste. Welting hatte Brede jedoch keine Hoffnungen gemacht, was der Grund für ihren übermäßigen Alkoholkonsum wurde. So sehr Isa anfangs auch geschockt ist, so gelingt es ihr doch, sich mit ihrer Mutter auszusprechen und nicht nur mit ihr, sondern auch mit ihrer Vergangenheit Frieden zu schließen. Auch ihren „neuen“ Vater möchte Isa gern noch besser kennenlernen, doch der Urlaub ist zu Ende und nun geht es erst einmal zurück nach Hamburg in die Kanzlei.

## Hintergrund
Die ARD Degeto / NDR Koproduktion  wurde unter dem Arbeitstitel Springflut zwischen dem 21. August und dem 14. September 2020 in Heiligenhafen, Hohwacht, Fehmarn und Hamburg mit Umgebung gedreht. Erstmals Regie für Die Kanzlei führte Bettina Schoeller-Bouju nach einer Drehbuchvorlage des langjährigen „Die Kanzlei“-Autors Thorsten Näter.
Die Ausstrahlung war ursprünglich bereits für Februar 2021 vorgesehen. Damals kam es doch noch zur Übertragung von Mainz bleibt Mainz, wie es singt und lacht, wodurch der Sendeplatz verloren ging. Die Erstausstrahlung des Films erfolgte am 25. Februar 2022.

## Rezeption

### Einschaltquoten
Die Erstausstrahlung von Reif für die Insel am 25. Februar 2022 wurde in Deutschland von 4,35 Millionen Zuschauern gesehen und erreichte einen Marktanteil von 15,3 Prozent für Das Erste. In der als Hauptzielgruppe für Fernsehwerbung deklarierten Altersgruppe von 14–49 Jahren erreichte der Film 0,48 Millionen Zuschauer und damit einen Marktanteil von 7 Prozent in dieser Altersgruppe.

### Kritiken
Harald Keller wertete bei der Frankfurter Rundschau: „Zu den familiären Drangsalen gesellen sich Korruption, kriminelles Treiben sowie zarte Techtelmechtel, was indes auf einer derart überschaubaren Ostseeinsel selbstredend alles miteinander verquickt ist.“ „Thorsten Näter ist krimierfahren und Stammautor dieser Serie. Er packt so einiges in die Geschichte, Gellert wird Zeuge häuslicher Gewalt und greift ein. Dennoch wirkt die Handlung nie überfrachtet und entfaltet sich relativ schlüssig, ohne die Glaubwürdigkeit über die Maßen zu strapazieren. Bemerkenswert vor allem, dass er ohne Tötungsdelikte auskommt und trotzdem […] eine spannende Geschichte zu erzählen versteht.“
Bei der goldenekamera.de schrieb Anja Matthies: „Für Postel ist ‚Die Kanzlei‘ ein Format, ‚wo man ein bisschen Crime hat, man aber danach dann doch beruhigt ins Bett gehen kann, weil die Welt in Ordnung ist‘. So löst die Kanzlei auch diesen Fall am Ende des etwas konstruiert wirkenden Krimi-Strangs. Und letztlich kehrt die Mannschaft von ihrem Betriebsausflug zurück auf das Festland, und das Publikum hat viel über die Figur der Isa von Brede dazugelernt.“